# Ревность (картина Мунка)
Ревность (норв. Sjalusi) — картина норвежского художника-экспрессиониста Эдварда Мунка, написанная в 1895 году. Входила в цикл «Фриз жизни».

## Описание
Художник неоднократно возвращался к этому сюжету на протяжении своей жизни: им создано не менее одиннадцати живописных версий «Ревности», а также несколько графических вариантов. Основа композиции, однако, всё это время остаётся одинаковой: на переднем плане — искажённое ревностью мужское лицо, на заднем плане — красивая молодая женщина, в большинстве версий обнажённая, и юноша, которому Мунк иногда придаёт собственные черты. В первоначальном варианте картины сцена разворачивалась в саду, полуобнажённая героиня разговаривала с юношей, протянув при этом руку за яблоком, что можно трактовать как отсылку библейскому преданию о грехопадении и соблазнению Адама Евой; более поздние варианты помещают сцену в интерьер и трудноидентифицируемое тёмное пространство. Исследователи предполагают, что на этой картине Мунк запечатлел любовный треугольник, сложившийся между самим художником, Станиславом Пшибышевским и его женой, Дагни Юль-Пшибышевской. В лице ревнивца на переднем плане узнают черты Пшибышевского. При этом, как отмечает Атле Нэсс, картина перекликается со стихотворением Пшибышевского «Всенощная», описывающим «беззвучный, сатанинский половой ад».